# Пеленгески дългопет
Пеленгеският дългопет (Tarsius pelengensis) е вид бозайник от семейство Дългопетови (Tarsiidae). Видът е застрашен от изчезване.

## Разпространение
Разпространен е в Индонезия (Сулавеси).